# Cefin
Cefin Holding este un grup cu capital italian care activează în România, Italia, Bulgaria și Ungaria.
Grupul este prezent în România din 1995, în Ungaria din 1998, și în Bulgaria din anul 2000.

## Cefin în România
Cefin Holding și-a început activitatea în 1995, ca dealer Iveco în București.
De atunci și-a extins activitatea atât zonal, pe piețe precum Ungaria, în 1998, și Bulgaria, în 2000, cât și din punctul de vedere al activităților desfășurate.
Cefin Holding este prezent și în România, unde în anul 2006 realiza 70% din cifra sa de afaceri.
În România are activități în domeniile auto, imobiliar și industrial, principala activitate fiind cea de distribuire a automobilelor utilitare Iveco.
În domeniul auto, pe lângă comercializarea mașinilor Iveco, Cefin România mai desfășoară activități de service, execuții caroserii, montări și service pentru aparate de încălzire și aer condiționat, reșapare anvelope, comerț cu piese de schimb anvelope și filtre.
Cefin Holding și-a început activitatea în anul 1995 ca dealer autorizat Iveco în București.
În anul 2010 Cefin deținea în țară opt centre auto de comercializare și service pentru vehiculele Iveco, iar prin rețeaua Cefin se comercializau peste 50% dintre autovehiculele marca Iveco din România.
Diviziile Cefin în România sunt:
- Divizia de import autovehicule comerciale Iveco
- Cefin Automotive, divizia care furnizează servicii integrate pentru transportatori, piese, anvelope, echipamente de service, logistică.
- EuroBody este divizia de carosare a grupului, care are fabrici la București, Cluj și Timișoara
- 4Bus, divizia de autovehicule de transport persoane
- Agroexport Capital, divizia care comercializează vehicule agricole
- Divizia Cefin Systems activează în ITC&C și furnizează soluții integrate pentru managementul flotelor auto

Număr de angajați în 2008: 1.400
Cifra de afaceri:
| An            | 2009 | 2008  | 2007 | 2006 | 2005 |
| ------------- | ---- | ----- | ---- | ---- | ---- |
| milioane Euro | 90   | 216,5 | 275  | 130  | 100  |

### Divizia de imobiliare
Cefin Real Estate România, companie înființată în 1998, este instrumentul de investiții al Grupului Cefin în România.
Cefin Real Estate România a realizat parcul logistic Cefin Logistics Park, amplasat la Km 13 pe șoseaua București-Pitești.
Cefin Real Estate Asset Management (CREAM) s-a desprins din Cefin Real Estate România în 2007 pentru gestionarea portofoliului de proiecte de dezvoltare imobiliară rezidențiale, industriale și multifuncționale.
În octombrie 2008, CREAM a inaugurat Cefin Logistic Park (CLP) Arad, parc logistic din Arad, amplasat pe o suprafață de 94.000 de metri pătrați, realizat printr-o investiție de 28 de milioane de euro.

În 2015 vinde activul din Timișoara către Familia Muscă (PaulTrans SRL).